# Becky Lavelle
Becky Lavelle (nacida como Becky Gibbs, Minnetonka, 12 de mayo de 1974) es una deportista estadounidense que compitió en triatlón.
Ganó una medalla de bronce en los Juegos Panamericanos de 2003 en la prueba femenina individual. En Ironman 70.3 obtuvo una medalla de bronce en el Campeonato Mundial de Ironman 70.3 de 2008.

## Palmarés internacional
| Juegos Panamericanos | Juegos Panamericanos             | Juegos Panamericanos | Juegos Panamericanos |
| Año                  | Lugar                            | Medalla              | Prueba               |
| -------------------- | -------------------------------- | -------------------- | -------------------- |
| 2003                 | Santo Domingo ( Rep. Dominicana) | Medalla de bronce    | Individual           |

| Campeonato Mundial | Campeonato Mundial          | Campeonato Mundial | Campeonato Mundial |
| Año                | Lugar                       | Medalla            | Prueba             |
| ------------------ | --------------------------- | ------------------ | ------------------ |
| 2008               | Clearwater (Estados Unidos) | Medalla de bronce  | Individual         |